# Something New (EP)
Something New는 대한민국의 가수 태연의 세 번째 EP이다. 2018년 6월 18일 발매되었으며, 총 6곡으로 구성되어 있다.

## 차트
| 차트 (2018)                 | 최고 순위 |
| --------------------------- | --------- |
| 대한민국 (가온 차트 ‘주간’) | 3         |